# Idaea mediaria
Idaea mediaria là một loài bướm đêm thuộc họ Geometridae. Nó được tìm thấy ở tây nam châu Âu, Corse, Sardegna, Toscana và Bắc Phi. The preferred habitat consists of dry và hot areas at altitudes from 1,300 to 1,900 metres above sealevel.
Sải cánh dài 14–19 mm. Con trưởng thành bay từ tháng 7 đến tháng 9. .
Ấu trùng ăn nhiều loại thực vật thân thảo.